# Перекладний словник

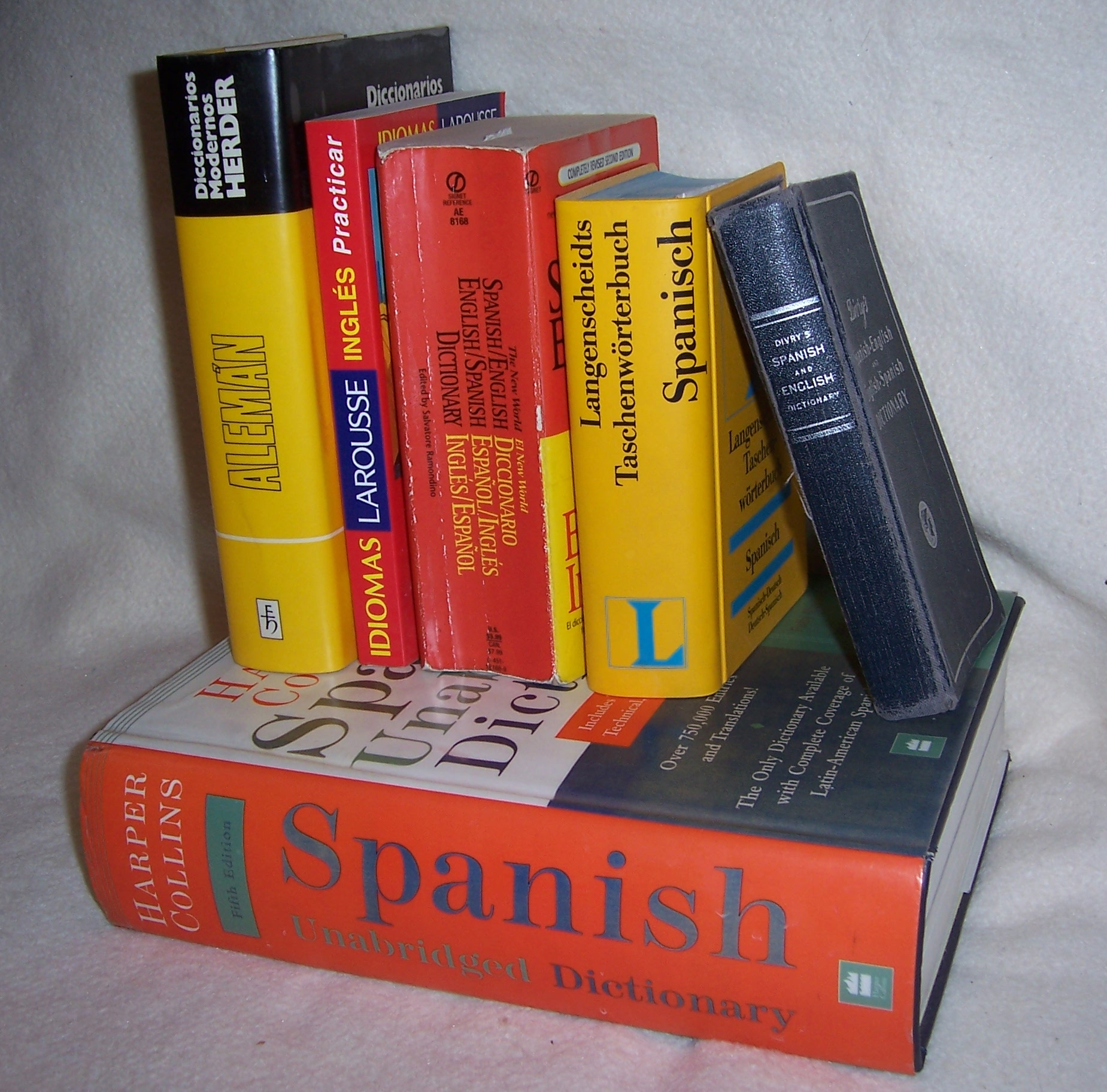
Перекладні словники

Перекладний словник — словник, у якому до реєстрових слів однієї мови даються відповідники іншою мовою, тобто заголовні слова вихідної мови перекладаються лексичними засобами другої мови. Перекладні словники поділяються на загальномовні, або філологічні, та спеціальні (термінологічні словники). Крім двомовних, є багатомовні перекладні словники.
Римський імператор Клавдій (10 р. до н. е. — 54 р. н. е.) був ініціатором укладання одного з перших двомовних словників — етрусько-латинського словника — який не зберігся до нашого часу.
В Україні перші двомовні, перекладні словники з'явилися у другій половині XVI ст. Це були словники, у яких церковнослов'янські слова передавали «простою мовою». До таких словників можна віднести словник невідомого автора «Лексисъ съ толкованієм мовъ просто», який пізніше використав Лаврентій Зизаній при укладенні словника «Лексис, Сирчь Речеїна, Въкратъц събран(ъ)ны и из слове(н)скаго язика на просты(й) рускі(й) діале(к)тъ истол(ъ) кованы» (Вільно, 1596). У словнику українською мовою розтлумачено 1061 слово. Є такі тлумачення, що мають енциклопедичний характер.
У наш час існують перекладні словники, у яких взаємно перекладаються слова найрізноманітніших мов.